# Weißflügeltrappe
Die Weißflügeltrappe (Afrotis afraoides), in Namibia auch Gackeltrappe genannt, ist eine von 27 bekannten Trappenarten.

## Beschreibung
Die Weißflügeltrappe erreicht eine Höhe von ca. 52 cm. Das markante Merkmal des Männchens ist ein weißer Fleck hinter dem Auge. In ihrer Erscheinung sind Weißflügeltrappen den Gackeltrappen sehr ähnlich. Die Weißflügeltrappe hat jedoch eine auffällige Weißfärbung der Handschwingen, die im Flug leicht erkennbar ist.

## Verbreitung
Weißflügeltrappen leben bevorzugt im Dickicht und auf offenen Grasflächen. Die Art ist in Namibia, Botswana, und Südafrika verbreitet.

## Unterarten
Es sind drei Unterarten bekannt:
- Afrotis afraoides etoschae (Grote, 1922) kommt im Nordwesten Namibias und dem Norden Botswanas vor.
- Afrotis afraoides damarensis Roberts, 1926 ist in Namibia und dem westlichen und zentralen Botswana verbreitet.
- Afrotis afraoides afraoides (Smith, A, 1831) kommt im Südosten Botswanas bis Lesotho und den Nordosten Südafrikas vor.